# Frederick Taylor
Frederick Winslow Taylor (Germantown, 20 marzo 1856 – Filadelfia, 21 marzo 1915) è stato un ingegnere e imprenditore statunitense, iniziatore della ricerca sui metodi per il miglioramento dell'efficienza nella produzione (da cui il termine di "taylorismo", per riferirsi alla teoria da lui stesso elaborata).

## Biografia
Taylor nacque a Germantown in Pennsylvania (Stati Uniti d'America), da una famiglia agiata; destinato agli studi presso l'Università di Harvard, fu costretto, a causa della salute cagionevole, a cercare opportunità formative alternative. Nel 1874 fece l'apprendista operaio, venendo a conoscenza sul campo delle dure condizioni delle fabbriche dell'epoca. Nel 1883 riuscì ugualmente a laurearsi in ingegneria meccanica, grazie agli studi serali.
L'idea di Taylor consisteva nel superare la mancanza di rigore scientifico dei dirigenti d'azienda dell'epoca: attraverso lo studio scientifico del lavoro e la cooperazione tra dirigenza qualificata e operai specializzati, riteneva possibile organizzare un proficuo rapporto, da cui ambe le parti avrebbero ottenuto vantaggi. La sua ipotesi consisteva essenzialmente nel supporre l'esistenza di un "unico miglior modo" ("one best way") per compiere una qualsiasi operazione. La teoria di Taylor si occupò inizialmente di un ambito prevalentemente produttivo: il suo metodo prevedeva lo studio accurato dei singoli movimenti del lavoratore per poter ottimizzare il tempo di lavoro secondo i seguenti passi principali:
- considerare un gruppo di 10/15 operai, versati nel lavoro da analizzare;
- studiare l'esatta serie dei movimenti componenti l'operazione che ogni operaio applica allo stato attuale;
- determinare il tempo necessario per ogni movimento e determinare se esiste una via più veloce per compierlo;
- eliminare ogni movimento lento o inutile;
- stendere la serie ottimale dei movimenti così determinata.

Taylor propose, inoltre, di applicare una riorganizzazione anche nella direzione dello stabilimento, con la creazione di un "dipartimento programmazione" e la creazione di una serie di otto capi-funzione che presidiassero le diverse funzioni aziendali:
1. addetto agli ordini di lavoro e ai cicli;
2. addetto alle schede di istruzione;
3. addetto ai tempi e ai costi;
4. caposquadra;
5. addetto alla velocità di esecuzione;
6. addetto alla manutenzione;
7. ispettore;
8. addetto ai rapporti disciplinari.

L'ipotesi della "one best way" fu tuttavia criticata; secondo altre critiche il suo metodo fu troppo analitico e scarsamente sintetico, in quanto poco focalizzato sul coordinamento dell'attività degli operai.
La strada tracciata da Taylor per la direzione degli impianti industriali è definita taylorismo, un termine che sottende anche un'accezione spregiativa. Le sue idee furono poi sviluppate, anche per l'avvento della "catena di montaggio", da Henry Ford, che la applicò, «intorno al 1913» per primo in un'industria, quella della sua casa automobilistica Ford, in una concezione dei rapporti di organizzazione nota come fordismo.
Il metodo elaborato da Taylor fin dal 1878, ha poco a che fare con la semplice divisione del lavoro e, scrive Franco Ferrarotti, nemmeno con la fine «dell'autonomia degli artigiani nella bancarotta delle loro botteghe, già almeno da cent'anni in balia dei grandi mercati». L'organizzazione scientifica del lavoro di Taylor sottovaluta quando non ignora del tutto le conseguenze psicologiche e sociali di un lavoro inteso come job in luogo del work dell'operaio - artigiano. «Voi siete pagati per lavorare e non per pensare; c'è qualcuno che è pagato per questo». È la concezione «del lavoro a flusso continuo, ininterrotto, depersonalizzato e costante, (...): il prezzo del benessere».
Taylor morì a Filadelfia nel 1915.

## Carriera sportiva
Taylor fu anche uno sportivo. Assieme a Clarence Clark vinse il doppio maschile agli US National Championships di tennis del 1881. Partecipò anche ai Giochi olimpici di Parigi 1900 nel torneo maschile di golf, in cui giunse quarto.